# Ira Aldridge

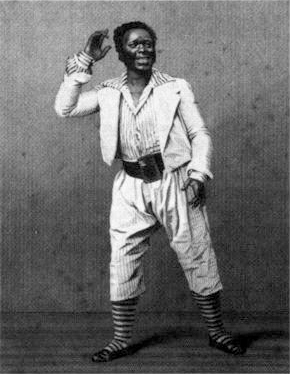
Ira Aldridge

Ira Frederick Aldridge, född 24 juli 1807 i New York och död 7 augusti 1867 i Łódź, var en amerikansk skådespelare.
Som betjänt hos Edmund Kean kom Aldridge i kontakt med teatern, debuterade i slutet av 1820-talet i London och väckte sedermera beundrar i de flesta av Europas huvudstäder, bland annat Stockholm 1857, för sina temperamentsfulla Shakespeareframställningar, främst Othello